# حوزه انتخابیه دلفان و سلسله
حوزهٔ انتخاباتی سلسله و دلفان مربوط به انتخابات مجلس کشور ایران، در حوزهٔ شمال غرب استان لرستان واقع است و یک کرسی در مجلس شورای اسلامی دارد. شمار رأی‌مندان حوزه در دوره دهم مجلس شورای اسلامی برابر ۱۶۸٬۷۴۱ نفر بود. نماینده کنونی حوزه (دورهٔ دوازدهم) محمدحسین محمدی می‌باشد.

## نمایندگان

### مجلس شورای اسلامی[۵][۶]
| دوره    | نام                  | تصویر | آرا    | کل آرا  | درصد   | مرحله | منبع          |
| ------- | -------------------- | ----- | ------ | ------- | ------ | ----- | ------------- |
| اول     | علی آل کاظمی         |       |        |         |        |       |               |
| دوم     | محمد محمدی           |       |        |         |        |       |               |
| سوم     | ماشاءالله حیدری مقدم |       |        |         |        |       |               |
| چهارم   | محمد محمدی           |       |        |         |        |       |               |
| پنجم    | علی آل کاظمی         |       |        |         |        |       |               |
| ششم     | محمد محمدی           |       | ۳۶٬۳۶۲ | ۹۷٬۰۱۶  |        |       | [ ۸ ]         |
| هفتم    | محمودرضا حسنوند      |       | ۳۹٬۶۷۱ | ۱۰۸٬۷۳۱ |        |       | [ ۱۰ ]        |
| هشتم    | محمد محمدی           |       | ۲۹٬۵۹۶ | ۱۰۲٬۴۱۰ |        |       | [ ۱۱ ]        |
| نهم     | حجت‌الله خدایی سوری   |       | ۳۹,۷۲۲ |         | ۳۳.۸۹  |       |               |
| دهم     | علي رستميان          |       | ۴۸٬۴۴۰ | ۱۱۹٬۶۰۳ | ۶۸درصد |       | [ ۱۳ ] [ ۱۴ ] |
| یازدهم  | یحیی ابراهیمی        |       | ۲۹٬۴۴۶ | ۱۰۹٬۷۹۶ |        |       | [ ۱۵ ]        |
| دوازدهم | محمدحسین محمدی       |       | ۴۳٬۴۴۵ | ۱۱۳٬۰۰۵ |        | اول   | [ ۱۷ ]        |